# 安世半導體
安世半導體（Nexperia）是一家全球半导体制造商，总部位于荷兰奈梅亨。它在德国汉堡和英国大曼徹斯特郡設有半導體製造廠。
它以前是恩智浦半导体（前身为飞利浦半导体）的一個部门。该公司生產的产品有双极晶体管、二極管、静电放电保护、瞬态电压抑制二极管、金屬氧化物半導體場效電晶體和邏輯閘器件。

## 历史
2016年6月14日，恩智浦的一個部門被出售給由北京建广资产管理有限公司和北京智路资产管理有限公司组成的中国金融财团。该交易于2017年2月6日正式完成，同時安世半導體正式成立。後來安世半導體又由聞泰科技持有。